# Минимальный размер оплаты труда в Малайзии
Минимальный размер оплаты труда в Малайзии — самая низкая ежемесячная и почасовая оплата труда, что работодатели по закону имеют права выплачивать своим работникам в Малайзии. Она не распространяется на домашних работников.
30 апреля 2008 года Конгресс профсоюзов Малайзии (MTUC) провел демонстрацию перед зданием парламента Малайзии по вопросу о минимальной заработной плате в размере RM200. MTUC является профсоюзом для работников частного сектора. MTUC требует минимальную заработную плату RM1200.00 в месяц, поскольку этого достаточно, чтобы покрыть расходы семьи из 5 человек. Частные работодатели неохотно платят минимальный размер оплаты труда, потому что они могут легко получить иностранных работников. Работодатели угрожают перевести заводы и инвестиции за границу, особенно во Вьетнам, Таиланд и Китай.
Среди претензий MTUC:
- В Закон о трудовых отношениях 1967 года, должны быть внесены поправки.
- В Закон о профсоюзах 1959 года, опубликованный в начале 2008 года, должны быть внесены поправки.
- Минимальная заработная плата RM900 в месяц и прожиточный минимум RM300 в месяц.
- Отпуск по беременности и родам.
- Бонус ежегодно для заводских рабочих.

11 групп частного сектора в Малайзии сформировали Декларацию «мая 2008 года» 1 мая 2008 года в Датаран-Мердеке. Претензии были переданы 10 избранным представителям оппозиции. В среду, 7 мая 2008 года, президент MTUC Сайед Шахир Сайед Мохамуд привел 500 членов MTUC для демонстрации перед зданием парламента в Куала-Лумпуре в течение 3 часов. Меморандум не может быть передан министру людских ресурсов Датуку д-ру С. Субраманиаму, когда он присутствовал на встрече в Бангкоке, Таиланд. Среди их претензий минимальная заработная плата RM900 и прожиточный минимум RM300 в месяц. Год назад тот же меморандум был отправлен, но ответа от Датука Сери Д-ра Fong Chan Onn, тогда министра людских ресурсов, не было. Датук Д-р С. Субраманьям подчеркнул, что MTUC имеет право провести демонстрацию, чтобы выразить свое недовольство. Но он не должен нарушать общественный порядок. Демонстрации должна проводиться за пределами рабочей зоны и проводиться после рабочего времени. Минимальная заработная плата была объявлена в октябре 2010 года и введена в январе 2013 года в качестве одного из инструментов политики правительства — «Новая экономическая модель» (NEM) для обеспечения всеобщего охвата путем преобразования экономики из среднего дохода в экономику с высокими доходами к 2020 году. В 2017 году она составляет RM1000 в месяц, RM4.81 в час на Малаккском полуострове и RM920 в месяц, RM4.42 в час в штатах Сабах, Саравак и Лабуан, что в долларах США составляет $234.05 в месяц, $1.12 в час на Малаккском полуострове и $215.3 в месяц, $1.03 в час в штатах Сабах, Саравак и Лабуан. С 1 января 2019 года была введена единая для всей страны минимальная заработная плата в размере RM1100 ($267.44) в месяц. С 1 февраль 2020 года минимальный размер оплаты труда вырос в районах 16 городских и 40 муниципальных советов до RM1200 ($291.51) в месяц и RM5.77 ($1.4) в час, в то время как минимальная заработная плата, за пределами перечисленных районов, осталась прежней и составляет RM1100 ($267.22) в месяц и RM5.29 ($1.29) в час.